# Haas VF-25
El Haas VF-25 es un monoplaza de Fórmula 1 construido por Haas F1 Team para disputar la temporada 2025. Es conducido por el francés Esteban Ocon y el británico Oliver Bearman, quien tiene su primera temporada como piloto a tiempo completo.
Haas presentó la decoración el 16 de febrero, durante un shakedown en el circuito de Silverstone.

## Resultados

### Fórmula 1
(Clave) (negrita indica pole position) (cursiva indica vuelta rápida)

| Año   | Motor                   | Neu. | N.º | Pilotos        | 1   | 2   | 3   | 4   | 5   | 6   | 7   | 8   | 9   | 10  | 11  | 12  | 13  | 14  | 15  | 16  | 17  | 18  | 19  | 20  | 21  | 22  | 23  | 24  | Puntos | Pos. |
| ----- | ----------------------- | ---- | --- | -------------- | --- | --- | --- | --- | --- | --- | --- | --- | --- | --- | --- | --- | --- | --- | --- | --- | --- | --- | --- | --- | --- | --- | --- | --- | ------ | ---- |
| 2025* | Ferrari 066/12 V6 Turbo | P    |     |                | AUS | CHN | JPN | BHR | ARA | MIA | EMI | MON | ESP | CAN | AUT | GBR | BEL | HUN | NED | ITA | AZE | SIN | USA | MEX | SÃO | LVG | QAT | ABU | 35     | 9.º  |
| 2025* | Ferrari 066/12 V6 Turbo | P    | 31  | Esteban Ocon   | 13  | 5   | 18  | 8   | 14  | 12  | Ret | 7   | 16  | 9   | 10  | 13  | 155 | 16  |     |     |     |     |     |     |     |     |     |     | 35     | 9.º  |
| 2025* | Ferrari 066/12 V6 Turbo | P    | 87  | Oliver Bearman | 14  | 8   | 10  | 10  | 13  | Ret | 17  | 12  | 17  | 11  | 11  | 11  | 117 | Ret |     |     |     |     |     |     |     |     |     |     | 35     | 9.º  |

- * Temporada en progreso.